# Ulf Kliche
Ulf Kliche (* 7. August 1969 in Flensburg) ist ein ehemaliger deutscher Fußballspieler.

## Karriere

### Vereine
Kliche begann in Oeversee, zehn Kilometer südlich von Flensburg, beim dort ansässigen Turn- und Sportverein mit dem Fußballspielen, gelangte über die örtliche Kreis- und spätere Landesauswahl Schleswig-Holsteins zum VfB Kiel und als A-Jugendlicher 1987 zum FC Bayern München, mit dem er im gleichen Jahr bayerischer Landesmeister wurde. Dem Verein bis 1992 angehörig, erhielt er für die Saison 1990/91 den Status eines Vertragsamateurs und wurde gar international eingesetzt: Am 20. März 1991 wurde er im Viertelfinal-Rückspiel im Europapokal der Landesmeister beim 2:0-Sieg im Auswärtsspiel gegen den FC Porto in der 89. Minute für Manfred Bender eingewechselt.
1992/93 bestritt er 17 Ligaspiele und ein DFB-Pokal-Spiel für den Zweitligisten VfB Oldenburg, wechselte – durch den Abstieg seiner Mannschaft bedingt – zum TuS Hoisdorf und nach einer weiteren Saison zum Regionalligisten SV Wilhelmshaven, bei dem er bis 1999 blieb. Es folgten vier Spielzeiten beim SV Concordia Ihrhove und drei beim VfL Oldenburg, bei dem er seine Karriere 2006 als Spieler beendete. Von 2006 bis 2009 hatte er bei diesem Verein das Amt des Co-Trainers inne.

### Nationalmannschaft
Kliche spielte 1990 dreimal für die Olympia-Auswahlmannschaft, erstmals am 15. Mai in Muri beim 2:1-Sieg über die Auswahl der Schweiz, letztmals am 28. August in Amadora beim 1:1-Unentschieden gegen die Auswahl Portugals.

## Sonstiges
Kliche wohnt gemeinsam mit seiner Lebensgefährtin und seinen zwei Kindern in Oldenburg und ist als Lehrer für Sport, Englisch und Mathematik tätig.